# Sei forte papà/Sei già qui
Sei forte papà/Sei già qui è un singolo di Gianni Morandi, pubblicato nel 1976.

## Descrizione
Il brano era la sigla finale del programma televisivo Rete tre, condotto dallo stesso Morandi. Fu scritto da Stefano Jurgens su musica e arrangiamento di Bruno Zambrini. Le voci dei bambini che interpretano il brano assieme a Morandi sono di Marianna Morandi e Andrea Zambrini.
Il 45 giri ebbe un notevole successo discografico, entrando nella classifica dei più venduti in Italia all'ottava posizione il 27 novembre 1976, per poi stazionare in vetta dalla settimana del 4 dicembre al successivo 12 febbraio rimanendo nella Top Ten per un totale di tredici settimane, fino al 19 febbraio 1977, e risultando l'ottavo singolo più venduto del 1976. Di questo brano esiste anche una versione riproposta in chiave più moderna da Gianni Morandi nel 1998 e contenuta nel suo album 30 volte Morandi con arrangiamento di Andrea e Paolo Amati.
Il brano viene citato nella canzone La vendetta del Fantasma Formaggino del gruppo rock Elio e le Storie Tese.

## Edizioni
Entrambi i brani sono contenuti nell'album Per poter vivere e furono tradotti anche in spagnolo, una versione della quale appare anche nella raccolta Lo mejor de Gianni Morandi.

## Tracce
Lato A
1. Sei forte papà – 3:37 (Stefano Jurgens-Bruno Zambrini)

Durata totale: 3:37
Lato B
1. Sei già qui – 3:38 (Stefano Jurgens-Bruno Zambrini)

Durata totale: 3:38